# Jarris Margalli
Jarris Margalli es un músico de rock mexicano que desde 1980 ha sido guitarrista de las siguientes bandas: Mistus, Ninot, Los Lagartos y Jaguares y por su trabajo como solista. Tiene dos discos de oro por altas ventas del disco Bajo el azul de tu misterio de la banda de rock mexicano Jaguares, un reconocimiento de sus dos discos post-Jaguares que fueron reconocidos entre los diez mejores álbumes de rock latino (incluido España) por la revista Rolling Stone (Soul, 2003; Crudo, 2008), además con un reconocimiento de la revista Rolling Stone de Estados Unidos a su disco 'Soul' por David Fricke (director de la revista, reconocido como uno de los mejores críticos del mundo del rock). En el 2006 ingresó a la Plaza de las Estrellas  plasmando sus manos en una placa junto con Los Hermanos Carrión, quienes son legendarios pioneros del rock and roll mexicano.

## Historia
Jarris Margalli
Primeros años, infancia
Margalli ha estado involucrado con el arte desde que vio la primera luz, tanto su padre Joaquín Carlos Márquez Alvarado como su madre Ma. De Lourdes Margalli Sauqué estudiaron leyes en la UNAM de la ciudad de México en los años cincuenta y se conocieron en un despacho de abogados. Una anécdota digna de mencionar es que cuando la madre de Margalli vio el retrato de su colega el Lic. Márquez afuera de su oficina le comentó a una amiga que la acompañaba 'Mira… con ese hombre me voy a casar…' (y así fue). Jarris comenzó a juguetear con sencillas melodías y a crear música por instinto a los cuatro años de edad en un viejo piano que le habían prestado a su padre por un tiempo. Interesado en el rock desde niño empieza a tocar la guitarra a los nueve años por un acorde que le enseña su madre. Escribe sus primeras canciones, incluyendo 'Agua dorada', que terminó siendo incluida como bonus track en el álbum Soul (grabada cuando era niño en una grabadora casera de casetes). De esta edad (9 años) forma el grupo de rock de niños Los Cowboys que llama la atención de la disquera Musart, cuyo contrato nunca se cristaliza.
A los once años participa en 'Estrellitas con Chabelo', programa televisivo de concursos conducido por el famoso cómico Xavier López 'Chabelo', en donde gana uno de estos certámenes con una composición propia antes de la gran final. 'Chabelo' se interesa en Jarris para que le escriba canciones, ya que este popular conductor cierra sus programas interpretando canciones para los niños y la idea de que sea un niño el que le escribe las canciones le resulta atractivo. Finalmente cambia de idea y decide en cambio promover a Jarris como niño compositor y como dibujante de caricaturas en su programa 'En Familia con Chabelo' en 1972 y en un programa sabatino conducido por Raúl Velasco alterno a 'Siempre en domingo'. Aparece también en muchos otros programas de TV de 1972 a 1976 con famosos conductores como Jorge Saldaña, Jacobo Zabludovsky, Paco Malgesto, Juan López Moctezuma y Pepe Ruiz Vélez, entre otros que se impresionan de ver un niño compositor.
También en su recorrido como niño compositor, Margalli conoce al músico Bebu Silvetti quien arregla una de sus canciones para un concurso musical en la Alameda Central de la ciudad de México. Dado que desde los seis años incursiona como actor en pastorelas y en obras de teatro dirigidas por su madre, Jarris Margalli ingresa a la academia Andrés Soler a estudiar arte dramático en 1972, la deja pronto por considerarla frívola. En 1977, ya adolescente, conoce a Enric Rodamilans en el Colegio Franco Español, forma con él la banda de rock Auroc únicamente para entrar al concurso de música de dicho colegio en la categoría de grupos de rock donde conoce a Mistus, cuyo guitarrista es Marc Rodamilans. Auroc le gana a Mistus con dos covers, uno de Led Zeppelin 'Stairway to heaven' y 'Tie your mother down' de Queen por un solo punto, no con gran mérito, ya que Mistus ofrece un tema original de gran calidad, su inicio profesional en el rock and roll azteca está por comenzar.
Mistus
Originarios de la Ciudad de México, formado en 1976 por tres adolescentes: Victor Dávila  (batería y voz), Jaime Motta (bajo y voz), Marc Rodamilans (guitarra y voz) y más tarde en 1980 Jarris Margalli (guitarras, voz, teclados). Mistus fue parte fundamental en la reconstrucción y formación del nuevo giro que tuvo el rock mexicano en los ochenta en el periodo post-Avándaro (1971) por medio de conciertos y grabaciones de discos que en los 70s contados grupos tuvieron auge comercial hasta finales de 1971 a causa del famoso festival y el resto de la década fue la fuerza de la música sin apoyo alguno de los medios lo que mantuvo la venta y popularidad de los discos de algunos grupos pero llegados los 80s ya eran escasos, raros y hasta marginados por la represión post-Avándaro que le cerró las puertas a todo lo que fuera rock y los pocos discos que grabaron un puñado de grupos valientes y comprometidos salieron casi a escondidas a la luz de forma independiente. Mistus, al igual que buena parte de éstos, hacían material propio y cantaban en inglés ya que históricamente a fines de los años sesenta y principios de los setenta se había dado el gran paso, la transición de dejar de grabar covers en español de los grandes éxitos de los cincuenta y sesenta del pop en inglés a grabar material original.

Aunque estos grupos de covers no grababan material original, su importancia histórica es innegable, simplemente ellos fueron los pioneros, los generadores de la existencia, la semilla del rock mexicano. Un ejemplo: no puedes comprender la existencia del rock mexicano sin un grupo como Los Locos del Ritmo (sin demeritar a uno solo de los que existieron) como caso raro este grupo pionero grabó en 1958/59 el tema 'Tus ojos', escrito por ellos y que es un clásico de este género.
La transición de dejar de grabar covers y hacer música propia se da, como se dijo antes a fines de los sesenta y principios de los setenta, con la particularidad de que la mayoría ahora cantaban en inglés. A pesar de la importancia y la buena intención del festival de rock de Avándaro que es un parte aguas y sin duda el acontecimiento y momento más alto de la historia del rock de México (dado que convocó a miles de jóvenes que hicieron una comunión e identificación con las bandas nacionales como nunca había pasado) provoca el rechazo de los medios, que lo tachan como un festival lleno de droga, sexo y degeneración juvenil cerrándole las puertas al rock mexicano. De 1971 a 1980 el rock mexicano fue, por decirlo así, satanizado y erradicado de todas las fuentes de difusión y popularidad salvo mínimas excepciones. Los grupos de esta generación que a pesar de esto lograron producir discos de gran magnitud y trascendencia en los setenta fueron: Antorcha, Los Locos del Ritmo (más tarde se nombraron Mr. Loco), Peace & Love, Javier Bátiz, La Revolución de Emiliano Zapata, Toncho Pilatos, Enigma, Pájaro Alberto, Bandido, Spiders, Ciruela, Nuevo México, Three Souls In My Mind, La Semilla del Amor, Náhuatl, Al Universo, La División de Norte, La Fachada de Piedra, Decibel, entre otros. Mistus surgió en 1976 con integrantes que tenían edades promedio de quince años y comenzó a hacer ruido tocando en donde se pudiera dada la situación de no dar difusión ni apoyo al rock de parte de los medios de más poder.
En 1980, con la excepción de Decibel, Chac Mool, Three Souls, Anchorage y contadísimos más, el rock mexicano parecía inexistente, muerto. Mistus se activa organizándose para tocar en todo lugar que sea posible. En el jardín de la llamada 'Casa de Mistus', el grupo realiza conciertos, con solo 3 ó 4 carteles hechos a mano en una cartulina los cuales son difundidos en colegios como el Kaf o el Vives de Coyoacán y convocan una gran multitud de jóvenes y llenan el enorme jardín de Vallarta #33, su arrastre es notorio. En 1980, Mistus ya como cuarteto con Jarris Margalli llega como una generación joven con frescura renovada y un nuevo sonido lleno de potencia, grabando en un estudio de 8 canales de forma muy amateur pero con el deseo y tenacidad de ser profesionales el sencillo 'Sixty Nine' (del álbum Life of a Match); según algunos conocedores como Benjamín Salcedo director de la revista ROLLING STONE México, el álbum 'Life of a Match' es el primer corte de Heavy Metal definido dentro del rock mexicano. En 1980 Mistus graba 'Perdiendo el Tiempo', cantada en castellano para un acoplado de tres discos titulado 'Rock Nacional' (1981); también un track de corte heavy metal.
El grupo hace una importante temporada en la Carpa Geodésica rompiendo el récord de asistencia. A fines de ese año y a principios de 1982, Mistus graba su primer disco LP 'Life of a match' ('La vida de un cerillo' en alusión a que Mistus significa cerillos en catalán). La segunda versión del track 'Sixty Nine', incluido, fue puesta en la programación de 'SONO ROCK 101' que transmitía lo más reciente del rock internacional, un logro increíble para una banda azteca en aquellos días. En 1983, Marc deja al grupo. Mistus continúa, ahora escribiendo sus letras en castellano hasta su desintegración en 1986.
En 1991 se reúne exclusivamente para grabar el disco 'Eternamente Subterráneo', totalmente cantado en español y hacen una sola presentación en la 'Casa de Mistus' en Coyoacán. Participan en este disco Alejandro Charpenell de Signos Vitales, que más tarde sería Guillotina, Saúl Hernández de Caifanes y Raúl Greñas guitarrista del grupo Luzbel.

 Ninot
Inmediatamente después del rompimiento de Mistus, Enric Rodamilans bajista y cantante forma el trío  Ninot con Carlos Walraven en la batería y Jarris Margalli en la guitarra y voz. Enric ya había grabado en 1985 su disco Ninot  'These are the Future Spaces', con material escrito por él y, después de venderlo en el mercado underground de Europa se forma  Ninot  como banda, como trío tocan en todos los circuitos posibles por un año y medio hasta la incorporación de Fratta como tecladista y coros, en 1988  Ninot graba después de una larga serie de conciertos el álbum 'Mil Marionetas' que es considerado uno de los mejores discos de la década de los años ochenta. A fines de ese año  Ninot es invitado por el gobierno de Guatemala del presidente Vinicio Cerezo a dar un magno concierto en la explanada del palacio de gobierno ante una multitud de 400 mil personas. Después de hacer shows, giras y mucha TV,  Ninot se desintegra en 1990 dejando el video del sencillo 'Así como tú' (1988) hecho en animación por plastilina el cual gana el premio 'Nuestro Rock' en 1989 y se le considera innovador.  Ninot se reúne en el año de 1990 sólo para dar un concierto en Rockotitlán y días más tarde se desintegra.
El 11 de noviembre de 2001,  festejando el cumpleaños de Enric,  Ninot realiza una reunión y despedida, en el desaparecido Hard Rock live de Polanco, México, D.F.
Jarris y la Luna Verde
A raíz del rompimiento de  Ninot, Jarris inicia en 1992 otro proyecto nuevo, 'La Luna Verde', título de una de sus antiguas canciones escrita en 1978 que más tarde cambiaría a El Nahual que aparecería en el álbum Soul (2004) un cuarto de siglo después.  Esta vez integra a un vocalista, Gustavo Hernández, y forma una banda con el gran baterista Alex Campero, Javier Escobedo al bajo y Salvador González de la Vega en teclados ocasionales, todos excelentes músicos. El proyecto se consolida en 1994 con la grabación de un EP (Extended play con 4 canciones) escritas por Margalli en formato de casete muy bien producido por Hans Mues y con una hermosa portada psicodélica diseñada por 'El Manco', bajista de la banda: Guillotina; ahora este casete es una pieza codiciada difícil de encontrar. 
Los Lagartos invitan a Jarris como guitarrista invitado
Para 1996, Jarris se integra a Los Lagartos y de inmediato son invitados a Puerto Rico a un importante festival de rock junto con Fobia y El Tri. Este trío los conforman 'El Dr. Erotic' en la batería, Luis Estrada cantante y guitarra y Adrián Rubio al bajo. Durante 1997 y principios de 1998, Los Lagartos tocan en docenas de festivales y conciertos masivos de interior y exterior de la república mexicana. No se consolida la grabación de su tercer álbum, no se grabó un material discográfico de este grupo con Jarris Margalli.
Jaguares
Después de varios años de conocerse y varios intentos de tocar juntos que no se concretaron, Saúl Hernández y Jarris Margalli coinciden por fin y a principios de 1998, Saúl invita Jarris a ingresar a las filas de Jaguares como guitarrista, Sabo Romo y El Vampiro también serán parte de la alineación de ese año. Después de dar una serie de conciertos por todo México y EU, se graba el disco Bajo el azul de tu misterio que recibe discos de oro tanto de EU como de México por sus altas ventas y del cual se desprenden dos videos, 'Fin' y 'Tú' y una larga y exitosa gira por norte, centro y Sudamérica.

## Jarris como solista
Corazones Rotos, la Película
Para 2000 Margalli es invitado por el músico Pedro Gilabert a participar en la producción de la música para el film mexicano 'Corazones rotos'. La música se compone al mismo tiempo que se graba ya que corre prisa para su estreno, el resultado es un excelente soundtrack de este filme.
Jarris Soul
A fines de ese año graba el demo de la canción 'El Nahual' con la participación de amigos cantantes como Ricardo Lassala ex ÁNSIA, hoy El Clan, Arturo Meza, Lalo Tex de la banda TEX TEX y Sergio Silva de Kerigma (banda), el resultado es interesante y Jarris decide hacer una banda con amigos del más selecto elenco del rock and roll mexicano: Alejandro Charpenell de Guillotina como baterista, Roberto Téllez un viejo amigo del colegio con mucha experiencia en el bajo y Jorge Vilchis el legendario guitarrista de La Gusana Ciega y juntos graban el disco SOUL con Carlos Walraven ex Ninot como coproductor, entre los invitados está nuevamente Arturo Meza y la gran cantante Malena Durán, entre otros grandes artistas. El disco "Soul" es reconocido por la prestigiosa Revista Rolling Stone y su reconocido editor y crítico de rock Benjamín Salcedo como uno de los diez mejores álbumes de rock de América Latina 2004, además el director de la Revista Rolling Stone México recibe un correo que le comparte a Jarris con la siguiente carta.
Carta de David Fricke en reconocimiento al disco Soul, abril de 2003.

"Hola Benjamín he querido escribirte hace siglos pero he estado en mil cosas día con día y ya me decidí por fin, quería agradecerte muchísimo por mandarme aquel CD del ex-guitarrista de Jaguares, Jarris 'Soul', hey amigo, que viajezote, quedé sorprendido, es un shock para mí, al mismo tiempo que desentraña en un mismo boleto toda la historia del rock. Quedé maravillado de lo bien que recrea las atmósferas del pasado pero con la emoción y tono de la época de hoy. Obviamente no puedo decir de qué hablan las canciones ya que están en español a menos que sea una que otra palabra que cacho por ahí pero capto perfecto el espíritu de aventura de la música y, bueno... He estado esperando por largo tiempo para darte las gracias y, bueno, aquí va: muchas, muchas gracias!". David Fricke, Director de la revista Rolling Stone EU.

En 2008 Jarris es invitado por Ricardo Lassala a participar en dos tracks de su destacado álbum 'Nadie está mejor muerto', el disco es reconocido por la revista Rolling Stone como uno de los mejores trabajos del rock de latino (Incluido España) en ese mismo año.

## Actualidad
Jarris Margalli + Groovydelics

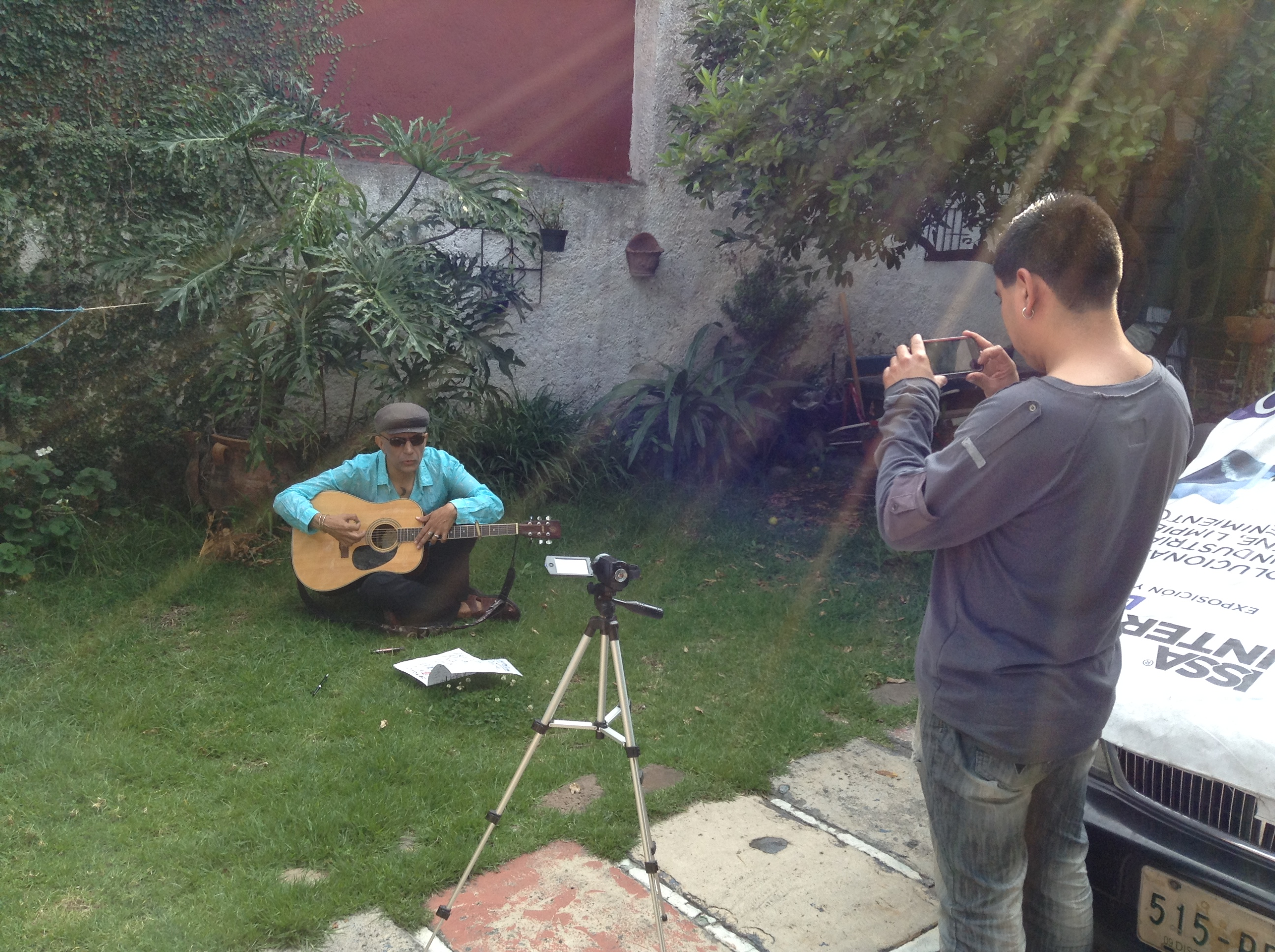
Jarris en su jardín grabando promos para su canal de YouTube, Foto y video: Javier D Uax. Staff: Adán D Uax

En 2008 Margalli forma una nueva banda: Jarris + Groovydelics junto con Omar Lattuf al bajo, Axel Margalli guitarra y Alejandro Charpenell en la batería nuevamente como músico invitado. En 2009 aparece el álbum doble Crudo producido por Manuel Suárez guitarrista de Guillotina y con colaboraciones musicales del célebre Guillermo Briseño en los teclados, Luis Ernesto Martínez y Jorge Vilchis  La Gusana Ciega en el saxofón y él el pedal steel respectivamente, Dave Jones en la armónica, Alan Downy en el corno francés, Daniel Fritz Beller en las percusiones africanas y Alejandro Sánchez destacado músico de la Filarmónica de México en la viola y violín.
'Crudo' es reconocido nuevamente por la prestigiada revista Rolling Stone como uno de los diez mejores discos de rock de Latinoamérica en 2009.
Jarris Margalli en YouTube, su canal oficial.
A partir del 14 de marzo de 2015, está disponible en YouTube "Jarris Margalli:el Ojo del Tiempo", canal oficial que recopila la música de las bandas y proyectos de casa (así las llama Margalli), siendo ésta (la música), principalmente en vivo y capturada por seguidores o los miembros de las bandas, directamente de la televisión con videocaseteras de la época, o desde los conciertos empleando teléfonos celulares, grabadoras (de audio) de reportero o cámaras digitales.
En dicho canal se encuentra una colección (que va en aumento) dedicados a los gustos de Jarris, pasando por la música que lo atrapó desde pequeño, incluso antes de tocar la guitarra y que le inspiró para ser músico profesional, así como también los programas de televisión favoritos de su infancia.
Existe también una sección de entrevistas concedidas a medios electrónicos y escritos, entre los que destacan "La Noche W" con Fernando Rivera Calderón, "La Hora Nacional" con Charo Fernández, "La Mosca en la pared" y recientemente a "Radiografía" de Órbita F.M. 106.7 en Ciudad Juárez Chihuahua.
Son dignos de una mención aparte los videos desde el jardín de su casa, originalmente planeados para grabar promocionales del canal de YouTube y que finalmente también incluyen fragmentos de canciones en versión acústica.

## Discografía
- Vegetal man/Sixty nine (Mistus: sencillo en acetato de 45 RPM) (1981)

- Life of a match (Mistus: disco LP de 33 RPM) (1981/1982)

- These are the future space (Ninot: disco LP de 33 RPM) (1985/1986).

- Ninot:: Mil Marionetas (Ninot: LP y CD) (1988)

- Mistus: Eternamente subterráneo (Mistus:  reunión sólo para grabar este LP de 33 RPM) (1991)

- Jarris y la Luna Verde (casete EP con 4 canciones) (1994)

- Bajo el Azul de tu misterio (Jaguares: CD doble con un disco en vivo y otro en estudio) (1999)

- Corazones Rotos (soundtrack de la película) (2000)

- Soul (Jarris Margalli, CD) 2003/4

- Jarris Margalli & Groovydelics (Crudo: CD doble en estudio) (2008)